# لاس تريس فيلاس
بلدية لاس تريس فيلاس (بالإسبانية: Las Tres Villas)‏, هي بلدية تقع في مقاطعة المرية. جنوب شرق إسبانيا. يبلغ عدد سكانها 587 نسمة.

## وصلات خارجية
- (بالإسبانية)